# Liste der Kulturdenkmäler in Gerolstein
In der Liste der Kulturdenkmäler in Gerolstein sind alle Kulturdenkmäler der rheinland-pfälzischen Stadt Gerolstein einschließlich der Stadtteile Bewingen, Büscheich-Niedereich, Gees, Hinterhausen, Lissingen, Michelbach, Müllenborn, Oos und Roth aufgeführt. Grundlage ist die Denkmalliste des Landes Rheinland-Pfalz (Stand: 17. Juli 2023).

## Denkmalzonen
| Bezeichnung                      | Lage                                                         | Baujahr                           | Beschreibung | Bild                           |
| -------------------------------- | ------------------------------------------------------------ | --------------------------------- | --- | ------------------------------ |
| Denkmalzone Burgruine Gerolstein | Gerolstein, Bergstraße Lage                                  | erste Hälfte des 14. Jahrhunderts | auch Löwenburg; von Gerhard VI. von Blankenburg in der ersten Hälfte des 14. Jahrhunderts gegründete, 1691 zerstörte Burg; erhalten Schildmauer in der Vorburg, Reste von Wohngebäuden in der Hauptburg | weitere Bilder Fotos hochladen |
| Denkmalzone Jüdischer Friedhof   | Gerolstein, Saaresdorfer Straße, Am Auberg Lage              | 1892                              | auf dem Areal des allgemeinen Friedhofs 1892 eröffneter jüdischer Friedhof, rund 15 Grabsteine, ältester erhaltener Grabstein von 1896 | weitere Bilder Fotos hochladen |
| Denkmalzone Burg Lissingen       | Lissingen, Klosterstraße 1 und 3, Prümer Straße 1 und 5 Lage | 14. bis 17. Jahrhundert           | stattliche Baugruppe an der Kyll bestehend aus Unter- und Oberburg, der mittelalterliche Bau im 14. bis 17. Jahrhundert stetig erweitert, anstelle der Ringmauer heute Wirtschaftsgebäude, zwischen Ober- und Unterburg viergeschossiger Turm aus dem 14. Jahrhundert, Außentor an der Südwestecke der Oberburg datiert 1624, in der Unterburg Wohnbau mit gotischem Kern; Park mit Gartenhäuschen von 1793; Gesamtanlage mit Klosterstraße 1: Streckhof, zweite Hälfte des 19. Jahrhunderts; Klosterstraße 3: wohl ehemaliges Rentamt, barocker Mansardwalmdachbau | weitere Bilder Fotos hochladen |

## Einzeldenkmäler
| Bezeichnung                                   | Lage                                                                    | Baujahr                            | Beschreibung | Bild                           |
| --------------------------------------------- | ----------------------------------------------------------------------- | ---------------------------------- | --- | ------------------------------ |
| Stadtbefestigung                              | Gerolstein, Am Stadtturm 1, Hauptstraße 65, 91, Mühlenstraße 19 Lage    | 14. Jahrhundert                    | Abschnitt der Stadtmauer des 14. Jahrhunderts zwischen einem halbrund vorspringenden Turm (in Hauptstraße 91) und einem massigen Turm (Am Stadtturm 1), ein weiterer Stadtmauerabschnitt mit Resten eines Tores (an Mühlenstraße 19) sowie ein weiterer pfeilerförmiger Stadtmauerrest (an Hauptstraße 65) | BW                             |
| Stadtmauerturm                                | Gerolstein, Am Stadtturm 1 Lage                                         |                                    | Stadtmauerturm an der Nordostecke der Stadtbefestigung | Fotos hochladen                |
| Bahnhof Gerolstein                            | Gerolstein, Bahnhofstraße 4 Lage                                        | 1870                               | neugotischer Bahnhof, 1870; nach dem Zweiten Weltkrieg erweitert | weitere Bilder Fotos hochladen |
| Katholische Pfarrkirche St. Anna              | Gerolstein, Burgstraße 16 Lage                                          | 1811                               | Saalbau 1811, 1884 und 1948 erweitert; Gesamtanlage mit Pfarrhaus, wohl um 1800 | weitere Bilder Fotos hochladen |
| Burgkreuz                                     | Gerolstein, Graf-Karl-Ferdinand-Straße Lage                             | 16. oder 17. Jahrhundert           | Nischenkreuz, wohl aus dem 16. oder 17. Jahrhundert | Fotos hochladen                |
| Wohnhaus                                      | Gerolstein, Hauptstraße 1 Lage                                          | 1902                               | stattliches Wohnhaus, angeblich von 1902 | Fotos hochladen                |
| Heiligenhäuschen                              | Gerolstein, Hauptstraße, bei Nr. 40 Lage                                | 1771                               | Heiligenhäuschen, barock, Sandstein, bezeichnet 1771 und 1784 | Fotos hochladen                |
| Stadtmauerrest                                | Gerolstein, Hauptstraße, an Nr. 65 Lage                                 |                                    | Stadtmauerrest in Form eines Pfeilers im Bereich des westlichen Stadttores | Fotos hochladen                |
| Naturkundemuseum Gerolstein                   | Gerolstein, Hauptstraße 72 Lage                                         | 1710                               | ehemaliges Alte Rathaus; dreigeschossiger barocker Putzbau, Treppenturm, bezeichnet 1710 | Fotos hochladen                |
| Bildstock                                     | Gerolstein, Hauptstraße, bei Nr. 72 Lage                                | 1838                               | Kreuzabnahmegruppe, Sandstein, angeblich von 1838 | Fotos hochladen                |
| Wohnhaus                                      | Gerolstein, Hauptstraße 81 Lage                                         | 1903                               | Wohnhaus, bezeichnet 1903, im Kern älter, rückwärtig spätgotischer Eingang | Fotos hochladen                |
| Wohnhaus                                      | Gerolstein, Hauptstraße 83 Lage                                         | 1747                               | Wohnhaus, bezeichnet 1747 und 1822 | Fotos hochladen                |
| Stadtmauerturm                                | Gerolstein, Hauptstraße, in Nr. 91 Lage                                 |                                    | halbrund vorspringender, mehrgeschossiger Stadtmauerturm an der Ostseite der Stadtbefestigung | BW                             |
| Wohnhaus                                      | Gerolstein, Heiligensteinstraße 5/7 Lage                                | um 1900                            | Doppelwohnhaus, Krüppelwalmdachbau, Lavasteinfassade, um 1900 | Fotos hochladen                |
| Kriegerdenkmal                                | Gerolstein, Kyllweg Lage                                                | 1936                               | Kriegerdenkmal 1914/18, rechteckiger Pfeiler, Soldat | Fotos hochladen                |
| Bahnbetriebsgebäude                           | Gerolstein, Lindenstraße 6 Lage                                         | 1890                               | ehemaliges Bahnbetriebsgebäude; repräsentativer Bruchsteinbau, angeblich von 1890 | Fotos hochladen                |
| Villa                                         | Gerolstein, Lindenstraße 43a Lage                                       | nach 1882                          | Direktorenvilla (?) der 1882 gegründeten Drahtwarenfabrik Oos; Putzbau mit Eckturm in Sichtfachwerk | Fotos hochladen                |
| Wohnhaus                                      | Gerolstein, Mühlenstraße 19 Lage                                        |                                    | Fachwerkhaus, teilweise massiv | Fotos hochladen                |
| Stadtmauerabschnitt                           | Gerolstein, Mühlenstraße, an Nr. 19 Lage                                |                                    | Stadtmauerabschnitt mit Resten eines Tores an der Nordseite der Stadtbefestigung | Fotos hochladen                |
| Kriegerdenkmal und Friedhofskreuz             | Gerolstein, Sarresdorfer Straße, auf dem Friedhof Lage                  |                                    | Kriegerdenkmal 1870/71; Schaftkreuz, Rotsandstein, bezeichnet 1645, neugotisches Abschlusskreuz, um 1910 | Fotos hochladen                |
| Evangelische Erlöserkirche                    | Gerolstein, Sarresdorfer Straße 15a, 17 und 19/19a Lage                 | 1911–13                            | monumentale Kreuzkuppelkirche mit achteckigem Mittelturm nach italo-byzantinischem Vorbild und Außenbau in neuromanischen Formen, 1911–13, Architekt Franz Schwechten; reiche Mosaikausstattung nach Entwürfen von Hermann Schaper, Hannover; bildet eine bauliche Gesamtanlage mit dem Pfarrhaus von 1893 samt Betsaal, dem 1911 errichteten Küsterhaus mit Museum samt Ausstattung und Exponaten sowie der 1907 konservierten Ausgrabungsstätte der Villa Sarabodis, 1. Jahrhundert n. Chr. | weitere Bilder Fotos hochladen |
| Evangelisches Pfarrhaus                       | Gerolstein, Sarresdorfer Straße 15a Lage                                | 1893                               | evangelisches Pfarrhaus, 1893; Teil der Gesamtanlage „Erlöserkirche Gerolstein“ | Fotos hochladen                |
| Römische Villa Sarabodis                      | Gerolstein, Sarresdorfer Straße, hinter Nr. 15a Lage                    |                                    | Reste des römischen Gutshofes zu Sarresdorf, 762 von Pippin der Abtei Prüm geschenkt, seit 1913 Museum Villa Sarabodis; Teil der Gesamtanlage „Erlöserkirche Gerolstein“ | weitere Bilder Fotos hochladen |
| Küsterhaus und Museum                         | Gerolstein, Sarresdorfer Straße 19/19a Lage                             | 1911                               | klassizistischer Walmdachbau, 1911; Teil der Gesamtanlage „Erlöserkirche Gerolstein“ | BW                             |
| Kreisheimatmuseum                             | Gerolstein, Sarresdorfer Straße 26 Lage                                 | um 1550                            | ehemaliges Pfarrhaus, jetzt Kreisheimatmuseum; Renaissancebau, um 1550 | weitere Bilder Fotos hochladen |
| Wegekreuz                                     | Gerolstein, Sarresdorfer Straße, bei Nr. 26 Lage                        | zweite Hälfte des 18. Jahrhunderts | barockes Schaftkreuz, Rotsandstein, zweite Hälfte des 18. Jahrhunderts | Fotos hochladen                |
| Forstamt                                      | Gerolstein, Unter den Dolomiten 6 Lage                                  | um 1920                            | Krüppelwalmdachbau, Reformarchitektur, Nebengebäude Fachwerk, teilweise massiv, um 1920 | Fotos hochladen                |
| Kriegerdenkmal                                | Gerolstein, Zur Büschkapelle, beim Ehrenfriedhof Lage                   |                                    | Kriegerdenkmal 1848, 1864, 1866, 1870/71; Postament, Obelisk und Kreuz | BW                             |
| Büschkapelle                                  | Gerolstein, Zur Büschkapelle Lage                                       | 1904                               | neugotische Kapelle, Bruchstein, 1904 | weitere Bilder Fotos hochladen |
| Fruhnertskreuz                                | Gerolstein, nördlich der Stadt; Flur Ober dem Kreuz Lage                | 1796                               | Schaftkreuz, Sandstein, bezeichnet 1796 (1726?) | BW                             |
| Katholische Filialkirche St. Brictius         | Bewingen, Bewinger Straße Lage                                          | 17. Jahrhundert                    | spätgotischer Chor, gotisierendes Schiff, 17. Jahrhundert | weitere Bilder Fotos hochladen |
| Hofanlage                                     | Bewingen, Bewinger Straße 28 Lage                                       | 1914                               | Streckhof, bezeichnet 1914, altes Hofpflaster | BW                             |
| Katholische Filialkirche St. Johannes Baptist | Büscheich-Niedereich, Büscheicher Straße Lage                           | 1670                               | Saalbau, angeblich von 1670, Westportal aus dem 19. Jahrhundert, wohl nach 1945 erweitert | weitere Bilder Fotos hochladen |
| Schulhaus                                     | Büscheich-Niedereich, Niedereicher Straße 6 Lage                        | 1893                               | ehemalige Schule; eingeschossiger Putzbau, 1893 | Fotos hochladen                |
| Wohnhaus                                      | Büscheich-Niedereich, Zur Dietzenley 2 Lage                             | 1787                               | Wohnhaus, bezeichnet 1787 | BW                             |
| Quereinhaus                                   | Büscheich-Niedereich, Zur Dietzenley 3 Lage                             | 1876                               | Quereinhaus, bezeichnet 1876 | BW                             |
| Wohnhaus                                      | Büscheich-Niedereich, Niedereich 18 Lage                                | 1804                               | Wohnhaus mit mächtigem Schornstein, bezeichnet 1804 | BW                             |
| Davitskreuz                                   | Büscheich-Niedereich, nordwestlich des Ortes; Distrikt Am Heidberg Lage | 1764                               | barockes Schaftkreuz, bezeichnet 1764 | BW                             |
| Backhaus                                      | Gees, Am Bungert, zu Nr. 1 Lage                                         | 1807                               | Backhaus, eingeschossig, bezeichnet 1807 | Fotos hochladen                |
| Hofanlage                                     | Gees, Geeser Straße 29 Lage                                             | 1860                               | Winkelhof, bezeichnet 1860 | Fotos hochladen                |
| Wohnhaus                                      | Gees, Geeser Straße 31 Lage                                             | um 1800                            | spätbarocker Putzbau, um 1800 | Fotos hochladen                |
| Wohnhaus                                      | Gees, Geeser Straße 40 Lage                                             | 1809                               | dreiachsiger Putzbau, bezeichnet 1809 (?) | Fotos hochladen                |
| Wohnhaus                                      | Gees, Geeser Straße 48 Lage                                             |                                    | Wohnhaus einer Hofanlage | Fotos hochladen                |
| Quereinhaus                                   | Gees, Geeser Straße 63 Lage                                             | spätes 18. Jahrhundert             | Quereinhaus, spätes 18. Jahrhundert, teilweise altes Hofpflaster | BW                             |
| Katholische Filialkirche St. Nikolaus         | Gees, Kirchstraße Lage                                                  | 1904                               | Bruchsteinsaal, 1904, ehemaliger Chorturm | weitere Bilder Fotos hochladen |
| Wegekreuz                                     | Gees, Kirchstraße, auf dem Friedhof Lage                                | 1819                               | südlich der Kirche: barockes Schaftkreuz, Sandstein, bezeichnet 1819 | Fotos hochladen                |
| Jardin-Kreuz                                  | Gees, nordwestlich des Ortes; Flur Auf dem Krummenacker Lage            | 1768                               | barockes Schaftkreuz, bezeichnet 1768 | Fotos hochladen                |
| Hofanlage                                     | Hinterhausen, Hinterhausener Straße 8 Lage                              | 1864                               | Hofanlage; Wohnhaus, bezeichnet 1864, Wirtschaftsgebäude | BW                             |
| Katholische Filialkirche St. Lambert          | Hinterhausen, Hinterhausener Straße 14 Lage                             | 1867                               | zweiachsiger Saalbau, 1867 | weitere Bilder Fotos hochladen |
| Katholische Filialkirche St. Margareta        | Lissingen, Dahlienweg Lage                                              | 1932                               | fünfachsiger Saalbau, bezeichnet 1932 | weitere Bilder Fotos hochladen |
| Wegekreuz                                     | Michelbach, Birresborner Straße, bei Nr. 22 Lage                        | erste Hälfte des 17. Jahrhunderts  | Nischenkreuz, erste Hälfte des 17. Jahrhunderts | BW                             |
| Wohnhaus                                      | Michelbach, Michelbacher Straße 2 Lage                                  | 18. Jahrhundert                    | angeblich ehemaliges Vikariat; dreiachsiges Wohnhaus, 18. Jahrhundert | BW                             |
| Katholische Filialkirche St. Stephan          | Michelbach, Michelbacher Straße 9 Lage                                  | 1781                               | dreiachsiger Saalbau, bezeichnet 1781 | weitere Bilder Fotos hochladen |
| Wohnhaus                                      | Michelbach, Michelbacher Straße 17 Lage                                 | 1872                               | Wohnhaus, bezeichnet 1872, Backofenvorbau | BW                             |
| Bahnhof Müllenborn                            | Müllenborn, Amselweg 9 Lage                                             | 1883                               | ehemaliger Bahnhof der Strecke Gerolstein–Pronsfeld; Bruchsteinbau, angeblich von 1883 | BW                             |
| Wegekreuz                                     | Müllenborn, Fricksbachstraße, Ecke Auf der Held Lage                    | 1794                               | Wegekreuz; Balkenkreuz, bezeichnet 1794 | BW                             |
| Wohnhaus                                      | Müllenborn, Müllenborner Straße 32 Lage                                 | 1820                               | repräsentativer Krüppelwalmdachbau, bezeichnet 1820 | Fotos hochladen                |
| Wohnhaus                                      | Müllenborn, Müllenborner Straße 34 Lage                                 | zweite Hälfte des 19. Jahrhunderts | sechsachsiges klassizistisches Wohnhaus, zweite Hälfte des 19. Jahrhunderts | Fotos hochladen                |
| Wohnhaus                                      | Müllenborn, Müllenborner Straße 36 Lage                                 | 1804                               | stattlicher barocker Mansarddachbau, angeblich von 1804 | BW                             |
| Wohnhaus                                      | Müllenborn, Müllenborner Straße 38 Lage                                 | 1786                               | barocke Wohnhaushälfte, bezeichnet 1786 | BW                             |
| Katholische Filialkirche St. Antonius         | Müllenborn, Müllenborner Straße 39 Lage                                 | 1682                               | zweiachsiger Saalbau, 1682 | weitere Bilder Fotos hochladen |
| Wegekreuz                                     | Müllenborn, Müllenborner Straße, bei Nr. 73 Lage                        | 1778                               | Schaftkreuz, Sandstein, bezeichnet 1778 | Fotos hochladen                |
| Hofanlage                                     | Müllenborn, Müllenborner Straße 89/91 Lage                              | 1777                               | kleine Hofanlage; barockes Wohnhaus, bezeichnet 1777, Stallscheune mit Turm und Treppengiebel, angeblich von 1482/1550 | Fotos hochladen                |
| Wohnhaus                                      | Müllenborn, Müllenborner Straße 103 Lage                                |                                    | Wohnhaus einer Hofanlage, im 19. Jahrhundert überformt | BW                             |
| Postermühle                                   | Müllenborn, Müllenborner Straße 107 Lage                                |                                    | Mühlen-/Hofanlage | Fotos hochladen                |
| Wegekreuz                                     | Müllenborn, Müllenborner Straße, Ecke Amselweg Lage                     | 1914                               | Wegekreuz; neugotisch, bezeichnet 1914 | Fotos hochladen                |
| Katholische Filialkirche St. Rochus           | Oos, Ooser Straße 18 Lage                                               | 1906/07                            | zweischiffiger neuromanischer Bau, 1906/07, romanischer Westturm | weitere Bilder Fotos hochladen |
| Wegekreuz                                     | Oos, westlich des Ortes an der L 10 Lage                                | 1619                               | Kreuzigungsbildstock, bezeichnet 1619 | BW                             |
| Quereinhaus                                   | Roth, An der Kirche 4 Lage                                              | 1774                               | Quereinhaus, bezeichnet 1774, Backofenvorbau | Fotos hochladen                |
| Katholische Pfarrkirche St. Antonius          | Roth, An der Kirche 7 Lage                                              | 1892                               | großer, neugotischer Saalbau, 1892 | weitere Bilder Fotos hochladen |
| Wegekreuz                                     | An der Kirche, bei Nr. 7 Lage                                           | 168[x]                             | Schaftkreuz, Sandstein, bezeichnet 168[x] | Fotos hochladen                |
| Pfarrhof                                      | Roth, An der Kirche 12 Lage                                             | zweite Hälfte des 19. Jahrhunderts | ehemaliger Pfarrhof; Basaltsteinbau, wohl aus der zweiten Hälfte des 19. Jahrhunderts, Wirtschaftsgebäude, Hoffläche | Fotos hochladen                |
| Wegekreuz                                     | Roth, Rother Straße, gegenüber Nr. 32 Lage                              | erste Hälfte des 19. Jahrhunderts  | Schaftkreuz, wohl aus der ersten Hälfte des 19. Jahrhunderts | BW                             |

## Ehemalige Kulturdenkmäler
| Bezeichnung                       | Lage                                                             | Baujahr         | Beschreibung | Bild            |
| --------------------------------- | ---------------------------------------------------------------- | --------------- | --- | --------------- |
| Denkmalzone Ortskern Hinterhausen | Hinterhausen, Hinterhausener Straße, Im Unterdorf, Zum Wald Lage | 19. Jahrhundert | alter Ortskern mit katholischer Filialkapelle und Hofanlagen an ringförmiger Straße, 19. Jahrhundert; kennzeichnendes Ortsbild, kennzeichnender Straßengrundriss; aus Denkmalliste gelöscht | BW              |
| Wohn- und Gasthaus                | Gerolstein, Hauptstraße 102 Lage                                 |                 | Wohn- und Gasthaus; Krüppelwalmdachbau, Zeitstellung unklar; aus Denkmalliste gelöscht | Fotos hochladen |